# George McGovern
George Stanley McGovern (n. 19 iulie 1922, Avon⁠(d), Dakota de Sud, SUA – d. 21 octombrie 2012, Sioux Falls, Dakota de Sud, SUA) a fost un istoric și om politic american din Dakota de Sud, ales congressman al SUA și de trei ori senator al SUA, candidat la președinție din partea Partidului Democrat la alegerile prezidențiale din 1972⁠(d).
McGovern a crescut în Mitchell, Dakota de Sud⁠(d), unde a devenit un debater cunoscut. S-a oferit voluntar pentru Forțele Aeriene ale SUA⁠(d) la intrarea țării în al Doilea Război Mondial⁠(d). Ca pilot de B-24 Liberator, a zburat în 35 misiuni deasupra Europei ocupate de naziști⁠(d) de la o bază din Italia. Printre decorațiile pe care le-a primit s-au numărat o Cruce pentru Distincție în Zbor pentru efectuarea unei aterizări de urgență periculoase a avionului său avariat și pentru salvarea echipajului său. După război, a obținut diplome de la Dakota Wesleyan University⁠(d) și Northwestern University, culminând cu un doctorat, și a lucrat ca profesor universitar de istorie. A fost ales în Camera Reprezentanților SUA în 1956 și reales în 1958. După o încercare eșuată de a deveni senator în 1960, a reușit să obțină postul în 1962.
Ca senator, McGovern a fost un exemplu de liberalism american modern⁠(d). El a devenit cel mai cunoscut pentru opoziția sa deschisă față de implicarea americană în Războiul din Vietnam. El a încercat puțin să obțină candidatura prezidențială la alegerile prezidențiale din 1968⁠(d) ca înlocuitor al lui Robert F. Kennedy care fusese asasinat. Ulterior, Comisia McGovern-Fraser⁠(d) a modificat fundamental procesul de nominalizare a candidaților prezidențiali, prin creșterea numărului de caucusuri⁠(d) și alegeri primare⁠(d), și prin reducerea influenței persoanelor din ierarhia de partid. Amendamentul McGovern-Hatfield⁠(d) a încercat să pună capăt Războiului din Vietnam prin mijloace legislative, dar a fost respins în 1970 și 1971. Campania prezidențială de lungă durată a lui McGovern din 1972⁠(d) a reușit să obțină nominalizarea democraților, dar a lăsat partidul divizat ideologic, iar candidatura viceprezidențială eșuată a lui Thomas Eagleton⁠(d) a subminat credibilitatea lui McGovern. La alegerile generale, McGovern a pierdut în fața președintelui în funcție, Richard Nixon, într-una dintre cele mai detașate victorii din istoria electorală a SUA. Deși reales în Senat în 1968 și 1974, McGovern a pierdut cursa pentru un al patrulea mandat în 1980.
Începând cu experiențele sale în Italia devastată de război și continuând de-a lungul carierei sale, McGovern s-a implicat în chestiuni legate de agricultură, hrană, nutriție și foamete. În calitate de prim director al programului Food for Peace⁠(d) în 1961, McGovern a supravegheat distribuirea excedentelor americane către cei nevoiași din străinătate și a jucat un rol esențial în crearea Programului Alimentar Mondial condus de Națiunile Unite. În calitate de unic președinte al Comitetului Selecționat al Senatului pentru Nutriție și Nevoile Umane⁠(d) din 1968 până în 1977, McGovern a promovat chestiunea foametei în Statele Unite și a emis „Raportul McGovern”, care a condus la un nou set de îndrumări nutriționale pentru americani. McGovern a servit ulterior ca ambasador al SUA la Agențiile Națiunilor Unite pentru Alimentație și Agricultură⁠(d) din 1998 până în 2001 și a fost numit primul ambasador global al ONU pentru foamete în lume de către Programul Alimentar Mondial în 2001. Programul Internațional de Alimentație pentru Educație și Nutriția Copilului McGovern–Dole⁠(d) a oferit mese școlare pentru milioane de copii din zeci de țări începând cu anul 2000, iar McGovern a fost numit colaureat al Premiului Mondial pentru Alimentație⁠(d) în 2008.

## Bibliografie

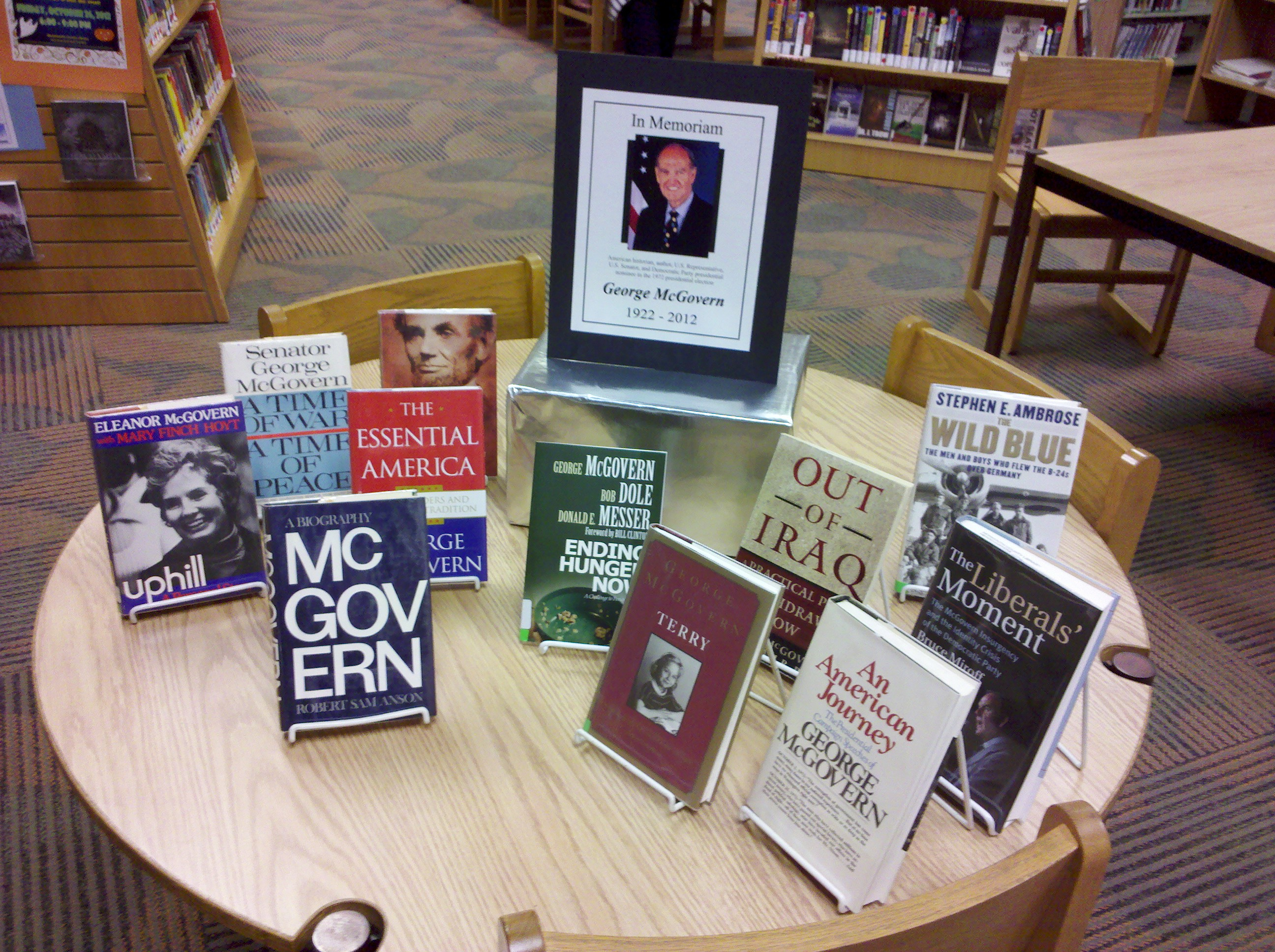
The Headquarters displayed books by and about McGovern, following his October 2012 death.